# Margrethia
Margrethia es un género de peces de la familia Gonostomatidae.

## Descripción
Es un género de peces que cuenta con dos especies: Margrethia valentinae y Margrethia obtusirostra, la primera mide 7,2 cm de longitud (2,83 pulgadas) y la segunda 8,3 cm (3,26 pulgadas). Es un pez relativamente pequeño, alargado, con una boca grande, además cuenta con fotóforos. Cuenta con 15 radios blandos dorsales, no presenta espinas anales, aleta adiposa dorsal presente (para ambas especies). Dientes maxilares moderados, con dientes más largos separados por otros más pequeños.

## Distribución y hábitat
Circunglobal: se distribuye por los océanos Pacífico, Atlántico e Índico, probablemente parte de la fauna de convergencia subtropical circunglobal. Desde Portugal hasta Marruecos incluyendo las Azores, Madeira y las islas Canarias, también en Sudáfrica; en el sureste de Florida y Bermudas hasta Venezuela, golfo de México y el mar Caribe.